# Ваксина срещу морбили
Ваксината срещу морбили е ваксина, която е много ефективна в превенцията на морбили. След прием на една доза от ваксината, 85% от децата на възраст девет месеца и 95% от децата на възраст над 12 месеца придобиват имунитет. Почти всички, които не развият имунитет след еднократна доза, придобиват имунитет след втора доза от ваксината. Когато процентът на ваксинираните в дадено население е над 93%, обикновено повече не настъпват епидемии от морбили; те обаче могат да се появят отново, ако процентът на ваксинираните спадне. Ефективността на ваксината продължава доста години. Все още не е ясно дали ваксината става по-малко ефективна с времето. Ваксината може да осигури превенция срещу заболяването и ако бъде поставена в рамките на няколко дни след контакт с болен от морбили.

## Безопасност
Като цяло, ваксината е безопасна, включително за лица с HIV инфекции. Страничните ефекти обикновено са леки и краткотрайни. Те могат да включват болка на мястото на поставяне на инжекцията или лека температура. Анафилаксия е документирана при около един на всеки сто хиляди ваксинирани. Няма данни за увеличаване на процента на хората със синдром на Гилен-Баре, аутизъм и възпалително заболяване на червата.

## Формула
Ваксината се предлага както самостоятелно, така и в комбинация с други ваксини, включително ваксина срещу рубеола, ваксина срещу паротит, и ваксина срещу варицела (ваксината MMR и ваксината MMRV). Ваксината действа еднакво добре във всички формули. Световната здравна организация препоръчва ваксината да се поставя на 9-месечна възраст в райони, където заболяването се среща често. В районите, където заболяването е рядкост, се препоръчва поставяне на ваксината на 12-месечна възраст. Това е жива ваксина. Тя е под формата на сух прах, който се смесва, преди да се постави подкожно или мускулно. С кръвни изследвания може да се провери дали поставената ваксина е ефективна.

## История, общество и култура
По данни към 2013 г., тази ваксина е поставена на около 85% от децата в цял свят. През 2008, най-малко 192 страни са предлагали две дози от ваксината. За първи път тя е въведена през 1963 г. Комбинираната ваксина срещу морбили, паротит и рубеола (MMR) се предлага за първи път през 1971 г. Ваксината срещу варицела е добавена към тези три ваксини през 2005 г. с въвеждането на ваксината MMRV. Тя е в Списъка на основните лекарства на Световната здравна организация, който включва най-важните лекарства, които са необходими за една базова система на здравеопазване. Ваксината не е много скъпа.